# Don Cherry (Popsänger)
Don Cherry, eigentlich Donald Ross Cherry, (* 11. Januar 1924 in Wichita Falls, Texas; † 4. April 2018 in Las Vegas) war ein US-amerikanischer Pop-Sänger und erfolgreicher Golfprofi.

## Karriere als Sänger
Im Anschluss an seinen Wehrdienst studierte Cherry Gesang und seine musikalische Karriere begann er Ende der 1940er Jahre als Sänger in den Orchestern von Jan Garber, Tommy Dorsey und Victor Young. Als Sänger des Victor Young Orchesters hatte er neben einigen Top-30-Hits im Jahre 1950 mit Mona Lisa auch seinen ersten Top-10-Erfolg.
Im Sommer 1950 bekam er einen Schallplattenvertrag bei Decca Records und im September 1950 erschien seine erste Single Thinking Of You / Here In My Arms, die mit dem Dave Terry Orchester aufgenommen worden war. Der Titel Thinking Of You erreichte Platz 4 der US-Charts und hielt sich 21 Wochen lang in den Top 20. Die folgenden Singles The Seven Wonders Of The World und I Apologize waren keine Verkaufserfolge, jedoch gelang ihm mit dem Titel Vanity, bei dem er vom Orchester Sy Oliver begleitet wurde, im Juli 1951 noch einmal ein kleinerer Hit, der Platz 17 der US-Charts erreichte, doch konnten sich seine zahlreichen Aufnahmen der nächsten Jahre nicht mehr in der Hitparade platzieren.
Im Herbst 1955 verließ Cherry Decca Records und unterschrieb einen Schallplattenvertrag bei Columbia Records. Seine erste, im Dezember 1955 veröffentlichte Single Band Of Gold / Rumble Boogie, arrangiert und orchestriert von Ray Conniff, wurde der kommerziell größte Hit seiner Karriere, für den er auch eine Goldene Schallplatte erhielt. Band Of Gold, Musik von Jack Taylor und Text von Bob Musel, erreichte Platz 4 in den Billboard Top 100 und blieb 22 Wochen unter den Top 30. Band Of Gold wurde im Oktober 1956 auch in Großbritannien ein Top-10-Hit, der Titel erreichte Platz 6 der britischen Charts und blieb elf Wochen unter den Top 20. Im Jahre 1956 gelangen Don Cherry noch weitere Hitparadenerfolge, so z. B. die ebenfalls von Conniff arrangierten Wild Cherry, das Platz 29 der US-Charts erreichte, und Ghost Town, das bis Platz 26 gelangte. Sein Album Swingin’ For Two, das er abermals mit Ray Conniff einspielte, erreichte 1956 Platz 15 der Billboard LP-Charts. 1956 war das erfolgreichste Jahr in der Karriere Don Cherry, aber nach zwei kleineren Hits, I’ll Be Around (Platz 78) und Namely You (Platz 65), im Herbst dieses Jahres brach die Erfolgsserie ab, und es gelang Cherry nicht mehr, einen seiner Titel in den US-Charts zu platzieren. Die Zusammenarbeit mit Orchesterchef Ray Conniff, der Don Cherry zu den meisten Hits seiner Karriere verhalf, dauerte noch bis Ende 1958.
Ende der 1950er Jahre entschied er sich, sein Geld lieber als Golfprofi zu verdienen.

## Karriere als Golfspieler
Neben seiner Karriere als Sänger hatte Don Cherry von Kindesbeinen an Golf gespielt und war in den 1950er und Anfang der 1960er Jahre erfolgreich. So spielte er in den Jahren 1953, 1955 und 1961 im US-Golf-Team im Walker Cup, gewann 1954 den „Sunnehanna Amateur Cup“ und belegte 1960 bei den U.S. Open den zweiten Platz.

## Countrysänger
1965 kehrte Don Cherry in das Showbusiness zurück und unterschrieb einen Plattenvertrag bei Monument Records, für die er zwischen 1965 und 1970 insgesamt siebzehn Singles aufnahm, die sich jedoch alle nicht in den US-Charts platzieren konnten. Auf drei LPs arbeitete Cherry mit Willie Nelson zusammen, der auch das Vorwort zu Cherrys Memoiren geschrieben hat.